# 桢楠瘤黑粉菌
桢楠瘤黑粉菌（学名：Melanopsichium inouyei）是属于黑粉菌目黑粉菌科瘤黑粉菌属的一种真菌，寄生在樟科植物上。该种分布于中国等地。